# Baranów (gromada w powiecie grodziskomazowieckim)
Baranów – dawna gromada, czyli najmniejsza jednostka podziału terytorialnego Polskiej Rzeczypospolitej Ludowej w latach 1954–1972.
Gromady, z gromadzkimi radami narodowymi (GRN) jako organami władzy najniższego stopnia na wsi, funkcjonowały od reformy reorganizującej administrację wiejską przeprowadzonej jesienią 1954 do momentu ich zniesienia z dniem 1 stycznia 1973, tym samym wypierając organizację gminną w latach 1954–1972.
Gromadę Baranów z siedzibą GRN w Baranowie utworzono – jako jedną z 8759 gromad na obszarze Polski – w powiecie grodziskomazowieckim w woj. warszawskim, na mocy uchwały nr VI/10/4/54 WRN w Warszawie z dnia 5 października 1954. W skład jednostki weszły obszary dotychczasowych gromad Baranów, Holendry Baranowskie, Osiny i Stanisławów ze zniesionej gminy Kaski w tymże powiecie. Dla gromady ustalono 15 członków gromadzkiej rady narodowej.
31 grudnia 1959 1 stycznia 1960 do gromady Baranów przyłączono obszar zniesionej gromady Buszyce (bez wsi Strumiany Dolne i Strumiany Górne) w tymże powiecie (podkreślone i wykreślone zmiany retroaktywnie określone uchwałami z 25 lutego 1960).
31 grudnia 1961 do gromady Baranów włączono wieś Budy-Zosiny ze zniesionej gromady Budy Zosiny oraz wieś Grabnik ze zniesionej gromady Izdebno Nowe w tymże powiecie.
1 stycznia 1969 gromadę Baranów połączono z gromadą Kaski w tymże powiecie, ustalając dla połączonych gromad nazwę Kaski, jednak z siedzibę GRN w Baranowie (de facto gromadę Baranów zniesiono, kontynuując ciąg dotychczasowej gromady Kaski, lecz o zwiększonym obszarze).
Baranów pozostał ośrodkiem administracyjnym (w gromadzie Kaski) do końca 1972 roku, czyli do kolejnej reformy gminnej. 1 stycznia 1973 w powiecie grodziskomazowieckim utworzono po raz pierwszy gminę Baranów z siedzibą w Baranowie.